# Mistrzostwa Świata w Narciarstwie Dowolnym i Snowboardingu 2017 – snowcross kobiet
Rywalizacja kobiet w konkurencji snowcross podczas mistrzostw świata w Sierra Nevada została rozegrana na trasie o nazwie Sierra Nevada Snowboardcross. Kwalifikacje rozegrano 10 marca o 14:15, z kolei biegi finałowe odbyły się 12 marca 2017 oku o 12:36. Złoty medal wywalczyła Lindsey Jacobellis z USA, która na mecie wyprzedziła Francuzkę Chloé Trespeuch oraz Włoszkę Michelę Moioli.

## Kwalifikacje
| Miejsce | Bib | Zawodniczka          | Kraj              | Zjazd 1 | Miejsce | Zjazd 2 | Miejsce | Wynik   | Uwagi  |   |
| ------- | --- | -------------------- | ----------------- | ------- | ------- | ------- | ------- | ------- | ------ | - |
| 1       | 8   | Eva Samková          | Czechy            | 1:14,61 | 1       |         |         | 1:14,61 |        | Q |
| 2       | 13  | Lindsey Jacobellis   | Stany Zjednoczone | 1:14,86 | 2       |         |         | 1:14,86 | +0,25  | Q |
| 3       | 9   | Michela Moioli       | Włochy            | 1:15,25 | 3       |         |         | 1:15,25 | +0,64  | Q |
| 4       | 14  | Faye Gulini          | Stany Zjednoczone | 1:15,25 | 3       |         |         | 1:15,25 | +0,64  | Q |
| 5       | 3   | Nelly Moenne-Loccoz  | Francja           | 1:16,56 | 5       |         |         | 1:16,56 | +1,95  | Q |
| 6       | 1   | Zoe Bergermann       | Kanada            | 1:16,96 | 6       |         |         | 1:16,96 | +2,35  | Q |
| 7       | 6   | Carle Brenneman      | Kanada            | 1:17,46 | 7       |         |         | 1:17,46 | +2,85  | Q |
| 8       | 10  | Charlotte Bankes     | Francja           | 1:17,86 | 8       |         |         | 1:17,86 | +3,25  | Q |
| 9       | 4   | Marija Wasilcowa     | Rosja             | 1:17,91 | 9       |         |         | 1:17,91 | +3,30  | Q |
| 10      | 15  | Tess Critchlow       | Kanada            | 1:18,36 | 10      |         |         | 1:18,36 | +3,75  | Q |
| 11      | 17  | Zoe Gillings-Brier   | Wielka Brytania   | 1:19,55 | 11      |         |         | 1:19,55 | +4,94  | Q |
| 12      | 19  | Manon Petit          | Francja           | 1:20,50 | 12      |         |         | 1:20,50 | +5,89  | Q |
| 13      | 7   | Chloe Trespeuch      | Francja           | DNF     |         | 1:15,03 | 1       | 1:15,03 | +0,42  | q |
| 14      | 12  | Raffaella Brutto     | Włochy            | DNF     |         | 1:18,16 | 2       | 1:18,16 | +3,55  | q |
| 15      | 23  | Julija Łaptiewa      | Rosja             | DNF     |         | 1:20,01 | 3       | 1:20,01 | +5,40  | q |
| 16      | 5   | Aleksandra Żekowa    | Bułgaria          | DNF     |         | 1:20,87 | 4       | 1:20,87 | +6,26  | q |
| 17      | 24  | Vendula Hopjáková    | Czechy            | 1:24,27 | 13      | 1:24,69 | 5       | 1:24,27 | +9,66  | q |
| 18      | 27  | Maisie Potter        | Wielka Brytania   | DSQ     |         | 1:25,46 | 6       | 1:25,46 | +10,85 | q |
| 19      | 20  | Sofia Belingheri     | Włochy            | 1:31,09 | 18      | 1:26,69 | 7       | 1:26,69 | +12,08 | q |
| 20      | 22  | Zuzanna Smykała      | Polska            | 1:26,79 | 14      | 1:33,86 | 12      | 1:26,79 | +12,18 | q |
| 21      | 16  | Rosina Mancari       | Stany Zjednoczone | DNF     |         | 1:27,82 | 8       | 1:27,82 | +13,21 | q |
| 22      | 28  | Sára Veselková       | Czechy            | 1:29,44 | 15      | 1:30.04 | 10      | 1:29,44 | +14,83 | q |
| 23      | 26  | Kateřina. Louthanová | Czechy            | 1:29,80 | 16      | 1:49,12 | 13      | 1:29,80 | +15,19 | q |
| 24      | 18  | Isabel Clark Ribeiro | Brazylia          | 1:30,59 | 17      | 1:29,99 | 9       | 1:29,99 | +15,38 | q |
| 25      | 17  | Hanna Ihedioha       | Niemcy            | DNF     |         | 1:31,30 | 11      | 1:31,10 | +16,49 |   |
| -       | 2   | Meryeta Odine        | Kanada            | DNF     |         | DNS     |         |         |        |   |
| -       | 11  | Belle Brockhoff      | Australia         | DNS     |         | DNS     |         |         |        |   |
| -       | 21  | Francesca Gallina    | Włochy            | DNS     |         | DNS     |         |         |        |   |

## Finały
Opracowano na podstawie materiału źródłowego: 

### Ćwierćfinały
| Miejsce | Bib | Zawodniczka          | Kraj     | Uwagi |
| ------- | --- | -------------------- | -------- | ----- |
| 1       | 1   | Eva Samkova          | Czechy   | Q     |
| 2       | 16  | Aleksandra Żekowa    | Bułgaria | Q     |
| 3       | 17  | Vendula Hopjáková    | Czechy   | Q     |
| 4       | 24  | Isabel Clark Ribeiro | Brazylia |       |
| 5       | 9   | Marija Wasilcowa     | Rosja    |       |
| DNF     | 8   | Charlotte Bankes     | Francja  |       |

| Miejsce | Bib | Zawodniczka         | Kraj              | Uwagi |
| ------- | --- | ------------------- | ----------------- | ----- |
| 1       | 13  | Chloe Trespeuch     | Francja           | Q     |
| 2       | 5   | Nelly Moenne-Loccoz | Francja           | Q     |
| 3       | 12  | Manon Petit         | Francja           | Q     |
| 4       | 4   | Faye Gulini         | Stany Zjednoczone |       |
| 5       | 21  | Rosina Mancari      | Stany Zjednoczone |       |
| 6       | 20  | Zuzanna Smykała     | Polska            |       |

| Miejsce | Bib | Zawodniczka        | Kraj            | Uwagi |
| ------- | --- | ------------------ | --------------- | ----- |
| 1       | 3   | Michela Moioli     | Włochy          | Q     |
| 2       | 14  | Raffaella Brutto   | Włochy          | Q     |
| 3       | 11  | Zoe Gillings-Brier | Wielka Brytania | Q     |
| 4       | 19  | Sofia Belingheri   | Włochy          |       |
| 5       | 22  | Sára Veselková     | Czechy          |       |
| DNS     | 6   | Zoe Bergermann     | Kanada          |       |

| Miejsce | Bib | Zawodniczka         | Kraj              | Uwagi |
| ------- | --- | ------------------- | ----------------- | ----- |
| 1       | 2   | Lindsey Jacobellis  | Stany Zjednoczone | Q     |
| 2       | 7   | Carle Brenneman     | Kanada            | Q     |
| 3       | 15  | Julija Łaptiewa     | Rosja             | Q     |
| 4       | 18  | Maisie Potter       | Wielka Brytania   |       |
| 5       | 23  | Kateřina Louthanová | Czechy            |       |
| DNS     | 10  | Tess Critchlow      | Kanada            |       |

### Półfinały
| Miejsce | Bib | Zawodniczka         | Kraj     | Uwagi |
| ------- | --- | ------------------- | -------- | ----- |
| 1       | 13  | Chloé Trespeuch     | Francja  | Q     |
| 2       | 12  | Manon Petit         | Francja  | Q     |
| 3       | 16  | Aleksandra Żekowa   | Bułgaria | Q     |
| 4       | 17  | Vendula Hopjáková   | Czechy   |       |
| 5       | 5   | Nelly Moenne-Loccoz | Francja  |       |
| DSQ     | 1   | Eva Samková         | Czechy   |       |

| Miejsce | Bib | Zawodniczka        | Kraj              | Uwagi |
| ------- | --- | ------------------ | ----------------- | ----- |
| 1       | 2   | Lindsey Jacobellis | Stany Zjednoczone | Q     |
| 2       | 14  | Raffaella Brutto   | Włochy            | Q     |
| 3       | 3   | Michela Moioli     | Włochy            | Q     |
| 4       | 7   | Carle Brenneman    | Kanada            |       |
| 5       | 11  | Zoe Gillings-Brier | Wielka Brytania   |       |
| DSQ     | 15  | Julija Łaptiewa    | Rosja             |       |

### Finały

#### Mały finał
| Miejsce | Bib | Zawodniczka         | Kraj            |
| ------- | --- | ------------------- | --------------- |
| 7       | 5   | Nelly Moenne-Loccoz | Francja         |
| 8       | 7   | Carle Brenneman     | Kanada          |
| 9       | 11  | Zoe Gillings-Brier  | Wielka Brytania |
| 10      | 15  | Julija Łaptiewa     | Rosja           |
| 11      | 17  | Vendula Hopjáková   | Czechy          |
| 12      | 1   | Eva Samková         | Czechy          |

#### Duży finał
| Miejsce | Bib | Zawodniczka        | Kraj              |
| ------- | --- | ------------------ | ----------------- |
| złoto   | 2   | Lindsey Jacobellis | Stany Zjednoczone |
| srebro  | 13  | Chloé Trespeuch    | Francja           |
| brąz    | 3   | Michela Moioli     | Włochy            |
| 4       | 16  | Aleksandra Żekowa  | Bułgaria          |
| 5       | 12  | Manon Petit        | Francja           |
| 6       | 14  | Raffaella Brutto   | Włochy            |